# Kanton Maubourguet
Kanton Maubourguet (francouzsky Canton de Maubourguet) je francouzský kanton v departementu Hautes-Pyrénées v regionu Midi-Pyrénées. Tvoří ho 11 obcí.

## Obce kantonu
- Auriébat
- Caussade-Rivière
- Estirac
- Labatut-Rivière
- Lafitole
- Lahitte-Toupière
- Larreule
- Maubourguet
- Sauveterre
- Sombrun
- Vidouze